# Johann Jakob Brucker
Johann Jakob Brucker (ur. 22 stycznia 1696 w Augsburgu, zm. 26 listopada 1770 w Augsburgu) – niemiecki historyk filozofii.

## Życiorys
Ukończył studia na uniwersytecie w Jenie. W 1723 roku został ministrem w Kaufbeuren. W 1731 roku obrano go członkiem Pruskiej Akademii Nauk, po czym został starszym ministrem w Kościele św. Ulryka w Augsburgu. Zmarł w 1770 roku.

## Dzieła

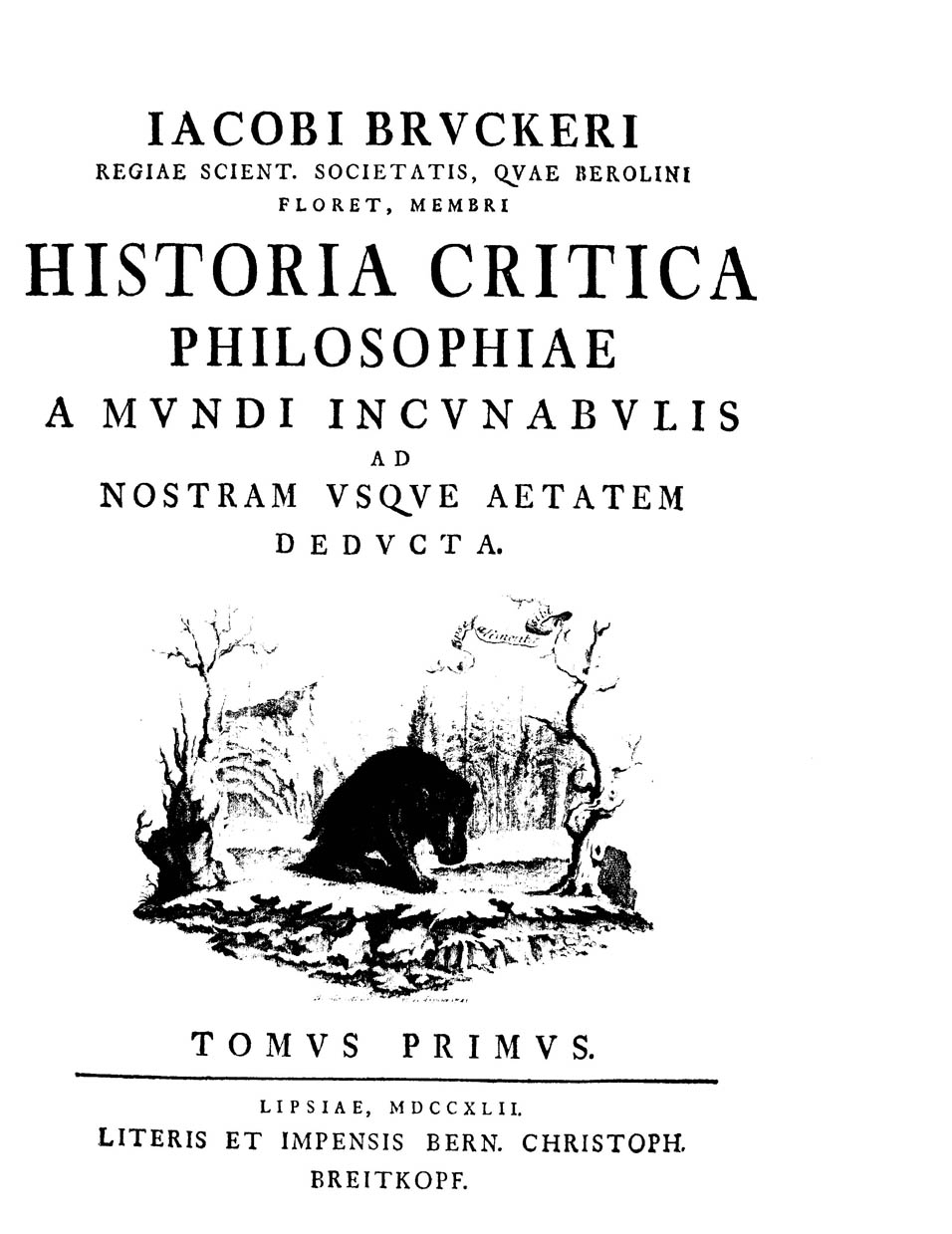
Historia critica philosophiae, 1742

Najbardziej znanym dziełem Bruckera jest Historia critica philosophiae, pierwsza tak systematyczna i obszerna (5 tomowa) praca w czasach nowożytnych o historii filozofii. W której autor dokonał podziału filozofii na trzy okresy:
- okres barbarzyński – od początków myśli filozoficznej, do początków Cesarstwa Rzymskiego (I w.p.n.e.),
- okres filozofii żydowskiej i chrześcijańskiej – od nurtów myśli żydowskiej poprzedzających narodziny Jezusa Chrystusa, aż po późnośredniowieczną filozofię scholastyczną,
- okres eklektyczny i synkretyczny – od wczesnych przejawów humanizmu (XIV w.) do czasów sobie współczesnych[1].

Inne dzieła Johanna Jakoba Bruckera to:
- Tentamen Introductionis in Historiam Doctrinae de Ideis
- Historia Philosophicae Doctrinae de Ideis
- Otium Vindelicum
- Kurze Fragen aus der philosophischen Historiae
- Pinacotheca Scriptorum nostra aetate litteris illustrium
- Ehrentempel der deutschen Gelehrsamkeit
- Institutiones Historiae Philosophicae
- Miscellanea Historiae Philosophicae Litterariae Criticae olim sparsim edita
- Erste Anfangsgründe der philosophischen Geschichte